# Sidonie Bonnec
Pour les articles homonymes, voir Bonnec.
Sidonie Bonnec, née le 25 février 1977 à Reims (Marne), est une animatrice de radio et de télévision française.
Après avoir collaboré à de nombreuses émissions de télévision en tant que chroniqueuse, elle  a notamment assuré la coanimation de l'after de Nouvelle Star sur W9 et a présenté sur la même chaîne Enquêtes criminelles : le magazine des faits divers de 2008 à 2015. Elle a ensuite intégré le service public via la présentation de l'émission Les Maternelles sur France 5 durant une saison. Depuis mars 2017, elle est essentiellement connue pour coanimer avec Olivier Minne le jeu Tout le monde a son mot à dire sur France 2.
En parallèle, elle poursuit ses activités de journaliste en tournant des documentaires pour la télévision dans lesquels elle est filmée en immersion.
De 2011 à 2020, elle fait partie de la grille des programmes de la station de radio RTL, notamment en co-présentant l'émission La curiosité est un vilain défaut de 2014 à 2020. Depuis 2020, Sidonie Bonnec anime sur France Bleu l'émission Minute Papillon !, du lundi au vendredi, de 14 h à 15 h.

## Biographie

### Jeunesse et débuts professionnels
Sidonie Bonnec est née le 25 février 1977 à Reims (Marne), elle est la fille de l'ancien footballeur Yannick Bonnec et de Christine Jegou. Elle a un frère prénommé Corentin.
Après avoir obtenu son baccalauréat au lycée Jacques-Cartier de Saint-Malo en 1995, Sidonie Bonnec se lance dans des études littéraires. Elle fait hypokhâgne au lycée Chateaubriand de Rennes, puis obtient une maîtrise de lettres à l'université Rennes 2 et débute comme pigiste à Ouest-France.
En 1997, à vingt ans, elle remporte le concours organisé par le quotidien Ouest-France qui lui permet d’être membre du jury du Festival du film britannique de Dinard, sous la présidence de Kristin Scott Thomas. L’année suivante, elle rejoint l’équipe organisatrice et devient rédactrice de La Feuille du Festival de 1999 à 2001.
Diplômée de l'école de journalisme du Celsa en 2003, elle entend parler du concours des « Endemol Créatif Master », et présente sa candidature. Elle fait partie des cinq personnes retenues sur 1 500 prétendants. Elle travaille alors pour Endemol où elle apprend à concevoir des émissions de télévision.

### 2005-2009: premières émissions de télévision
Sidonie Bonnec fait ses premiers pas devant la caméra à la télévision en 2005, au lancement de la TNT, en présentant Choc, l'émission aux côtés d'Alexandre Devoise sur NT1.
Elle anime ensuite sur Canal+ une chronique sportive dans l'émission Jour de sport, apparaissant aussi sur France 4 pour laquelle elle participe à l'émission Les Agités du bocal, jusqu'à son arrêt.
En septembre 2007, elle présente le JT musical Musicronik sur la chaîne W9. Sa mission est de dénicher des infos et des potins, de commenter les sorties d'album, les concerts, les tendances du web et d'interviewer des stars, une sorte de JT de la musique.
Elle est par ailleurs chroniqueuse régulière dans Pif paf sur Paris Première dès octobre 2007.
À compter du 1er mars 2008, elle fait partie de l'équipe de Ça balance à Paris sur la chaîne Paris Première.
En 2008, elle présente la troisième édition du prix Jeunes talents qui récompense les nouveaux artistes qui se sont illustrés en 2007 dans les catégories télévision, cinéma, humour et musique.
De 2005 à 2009, Sidonie Bonnec anime en direct chaque mercredi soir pendant 5 saisons Nouvelle star, ça continue en compagnie de Jérôme Anthony et Alexandre Devoise, émission retransmise à la suite du prime-time et dans laquelle elle réalise des interviews des candidats, musiciens, techniciens, et autres membres du jury.
Pendant l'Euro 2008, elle anime chaque soir sur W9 Le mag de l'Euro avec François Pécheux.

### 2008-2015: présentation sur W9 et RTL et début dans la chanson
En mars 2010, Sidonie Bonnec présente Destins extraordinaires, toujours sur W9 : cette émission de 70 minutes, hebdomadaire (produite par Éléphant TV d'Emmanuel Chain), constituée de plusieurs reportages, brosse le portrait d'hommes et de femmes aux parcours hors du commun : héros anonymes, personnalités du monde économique, culturel ou sportif, escrocs…
Le 29 avril 2011, elle présente sur W9 une émission spéciale consacrée au mariage du prince William et de Catherine Middleton.
Toujours sur W9, Sidonie présente en 2012-2013 quelques soirées spéciales dédiées aux phénomènes paranormaux, dans le magazine Au cœur de l'étrange.
Durant l'été 2011 puis 2012, elle anime l'émission RTL Autour du Monde du lundi au vendredi de 14 h à 16 h avec Jean-Sébastien Petitdemange. Elle anime également pour les fêtes de fin d'année sur RTL En route pour … (2012-2013 et 2013-2014).
À partir d'octobre 2008, Sidonie Bonnec présente, sur W9, Enquêtes criminelles : le magazine des faits divers, en compagnie de Paul Lefèvre, ancien présentateur du journal télévisé d'Antenne 2 et chroniqueur judiciaire. Sidonie se charge de la présentation de ce magazine pendant 8 années consécutives, avant de laisser sa place à Nathalie Renoux en juin 2015.
En septembre 2014, elle se voit confier la présentation quotidienne de La Curiosité est un vilain défaut sur RTL, émission qu'elle co-anime avec Thomas Hugues. À la fin de la saison 2020, RTL décide d'arrêter cette émission.
Le 15 décembre 2014, elle se retrouve aux manettes d'une émission spéciale consacrée au 10e anniversaire du tsunami du 26 décembre 2004, intitulée Tsunami, 10 ans déjà. Diffusée sur W9 à 20 h 50, l'émission réalise un excellent score avec 1,1 million de téléspectateurs.
Le 4 mars 2015, elle présente sur W9 un documentaire faisant le point, près d'un an après le drame, sur la disparition du vol MH 370 de la Malaysia Airlines. L'émission est suivie par près d'un million de téléspectateurs.
Le 30 juin 2010, le film documentaire Dans un monde à part, écrit et réalisé par Jérôme Korkikian, est diffusé sur M6 en seconde partie de soirée. Ce programme d'aventure et de découverte montre Sidonie Bonnec embarquée durant trois semaines sur le chalutier André Leduc en Atlantique nord. Seule femme à bord au milieu de quinze pêcheurs, la journaliste est plongée dans un univers dur, étonnant et méconnu. Ce film unitaire a été présenté comme le pilote d'une possible série documentaire.
L'audience fut au rendez-vous, avec plus d'1,1 million de téléspectateurs devant leur écran ce soir là. La bande originale de ce documentaire a été enregistrée par Jérôme Korkikian. Il a écrit les paroles et Pascal Wuyts et Marc Davidovits ont fait toutes les musiques.
Elle conçoit et tourne une série documentaire en 3 parties pour W9 diffusée en mars-avril 2012 et réalisée par Jérôme Korkikian : La vie, la nuit. Dans cette série de reportages, la journaliste se retrouve en immersion au milieu de ceux qui exercent leur métier pendant la nuit : pompiers, policiers, médecins urgentistes...
Sidonie Bonnec, qui a pris des cours de chant et de piano, interprète plusieurs morceaux, tels que Ma Route ou Un monde à part.
Elle collabore à la rédaction de la revue Crimes et Châtiments, signant notamment dans le troisième numéro un portrait de l'avocat Éric Dupond-Moretti et dans le quatrième numéro le portrait d’un médecin légiste, Bernard Marc, intitulé « La mort est son métier ».
Lors de l'édition 2012 des Trofémina, elle obtient une nomination dans la catégorie « Médias ».

### Depuis 2015: Groupe France Télévisions et premier livre
En septembre 2015, elle rejoint l'émission Les Maternelles sur France 5 à la place de Julia Vignali, le temps d'une saison.
En octobre 2016, elle publie aux éditions Fayard un guide à l'usage des mamans coécrit avec Marie Drucker, Maman, pour le meilleur et pour le reste.
En mars 2017, elle arrive sur France 2  pour co-présenter du lundi au vendredi le jeu Tout le monde a son mot à dire, aux côtés d'Olivier Minne, à 18 h.
Le 21 juin 2017, elle co-anime avec Thomas Thouroude et Garou La Fête de la musique 2017 : Tous à Toulouse diffusée en prime-time et en direct sur France 2.

### Vie privée
Elle est la compagne du réalisateur et producteur Jérôme Korkikian depuis 2009. Elle donne naissance à une fille, Bonnie-Rose, en août 2014 et à un garçon, Timothée, en octobre 2018.

## Activités médiatiques

### Parcours en radio
- 2011-2012 : durant l'été, co-animatrice de l'émission RTL autour du monde avec Jean-Sébastien Petitdemange, sur RTL.
- 2012-2014 : animatrice de l'émission En route..., sur RTL.
- 2014-2020 : co-animatrice de l'émission La curiosité est un vilain défaut avec Thomas Hugues, sur RTL.
- 2020-2022 :  animatrice de l’émission Minute papillon ! sur France Bleu.

### Parcours en télévision

#### Présentations à la télévision
- 2005 - 2007 : Choc, l'émission sur NT1 : coprésentation avec Alexandre Devoise
- 2005 - 2009 : Nouvelle Star, ça continue, sur W9 : coanimation avec Jérôme Anthony et Alexandre Devoise
- 2007 - 2008 : Musicronik, sur W9
- 2008 : Le mag de l'Euro, sur W9, avec François Pécheux
- 2008 - 2015 : Enquêtes criminelles, le magazine des faits divers sur W9, avec Paul Lefèvre
- 2010 : Destins extraordinaires, sur W9
- 2010 : Dans un monde à part, sur M6
- 2011 : William et Kate, le mariage royal, sur W9
- 2012 : La vie, la nuit, sur W9
- 2012 - 2015 : Au coeur de l'étrange, sur W9
- 2014 : Tsunami, 10 ans déjà, sur W9
- 2015 : Disparition du vol MH 370 : que s'est-il vraiment passé ?, sur W9
- 2015 - 2016 : Les Maternelles, sur France 5
- Depuis 2017 : Tout le monde a son mot à dire sur France 2, avec Olivier Minne
- 2017 : La Fête de la musique 2017 : Tous à Toulouse !, avec Garou et Thomas Thouroude,
- 2022 : N'oubliez pas les paroles ! sur France 2 : coprésentation avec Olivier Minne (spéciale 1er avril)

#### Chroniques à la télévision
- 2005 - 2007 : Jour de sport, présenté par Lionel Rosso, sur Canal + Sport
- 2007 : Les agités du bocal, présenté par Alexis Trégarot et Stéphane Blakowski, sur France 4
- 2008 : Pif Paf, présenté par Philippe Vandel, sur Paris Première
- 2008 : Ça balance à Paris, présenté par Pierre Lescure, sur Paris Première

## Publications
- 2016 : Maman pour le meilleur et pour le reste avec Marie Drucker, Fayard
- 2019 : Naturel pour le meilleur et pour le reste, avec Marie Drucker, Fayard
- 2020 : Manuel de curiosité générale, avec Thomas Hugues, Fayard
- 2023 : Tour (curieux) de la France, Fayard
- 2025 : La Fille au pair , Albin Michel